# Centre d'enseignement et de recherches des industries alimentaires et chimiques
 (juin 2021).
Si vous disposez d'ouvrages ou d'articles de référence ou si vous connaissez des sites web de qualité traitant du thème abordé ici, merci de compléter l'article en donnant les références utiles à sa vérifiabilité et en les liant à la section « Notes et références ».
Pour les articles homonymes, voir Ceria.
Le campus du CERIA (Centre d'Enseignement et de Recherches des Industries Alimentaires et chimiques), en néerlandais COOVI (Centrum voor Onderricht en Opzoekingen der Voedings en Chemische Industrieën), est l'un des plus importants campus de la Région de Bruxelles-Capitale, situé à Anderlecht dans le quartier de La Roue.

## Écoles secondaires et supérieures sur le campus
- Ecole secondaire de Jules Verne[1]
- Lycée alternatif bruxellois Marie Curie[2]
- Institut Redouté-Peiffer
- institut Emile Gryzon
- Institut Roger Lambion

- Haute Ecole Lucia de Brouckère
  - Institut Meurice
  - Institut supérieur économique (ISE)
  - Institut Jules Ferry
  - Institut Arthur Haulot

L'Institut Arthur Haulot organise 6 sections, qui s'articulent en 3 catégories d'enseignement supérieur de type court :
La catégorie agronomique, avec sa section Architecture des Jardins et du Paysage, fait partie de l'Institut depuis 1987 et sa section de Gestion de l'Environnement Urbain fait partie de l'Institut depuis septembre 2000.
La catégorie paramédicale comprend la section Diététique, organisée à l'Institut depuis 1985.
Quant à la catégorie économique, elle propose les sections :
- Relations Publiques, depuis 1964,
- Gestion Hôtelière, depuis 1962,
- Tourisme, depuis 1958.
Ces baccalauréats (Bachelor) de 3 ans forment, chacun dans leur domaine, des spécialistes ayant une haute qualification tant théorique que pratique, qui leur donne accès à de nombreux métiers d'avenir.
L'Institut Arthur Haulot est un partenaire majeur de la Haute Ecole Lucia de Brouckère.
Cette Haute Ecole s'est donné comme objectif d'allier, à une démarche scientifique rigoureuse, le souci d'une pédagogie active.
Les cinq Instituts qui ont décidé d'unir leurs compétences pour y parvenir disposent de deux atouts majeurs :
une longue expérience dans le domaine de l'enseignement ainsi qu'un éventail de formations de pointe, continuellement réadaptées aux réalités économiques, techniques et sociales.
- Institut Roger Guilbert
- Institut Emile Gryzon

Il s'agit d'une école secondaire d'alimentation et de tourisme, dont les objectifs affichés sont la formation de bons praticiens, l'épanouissement de soi au travers du bonheur des autres et la réconciliation entre pratique et la formation théorique. 

## Instituts de recherches sur le campus
- Institut de Recherches microbiologiques Jean-Marie Wiame

L’Institut de Recherches microbiologiques Jean-Marie Wiame (IRMW) a été fondé en 1948 dans le cadre de l’Institut national de Fermentation (INIF).  L’IRMW s’est développé en étroite collaboration avec le Laboratoire de Microbiologie de l’Université libre de Bruxelles (ULB).  En accord avec les instances de la Province de Brabant, le Laboratoire de Microbiologie a été installé en 1955 sur le campus du Centre d’Enseignement et de Recherche des Industries alimentaires (CERIA).  Il a été rejoint en 1968 par le Laboratoire de Microbiologie de la Vrije Universiteit Brussel (VUB) qui le quittera en août 2003.  Depuis la scission de la Province de Brabant intervenue en 1995, la Commission communautaire française (COCOF) est devenue le pouvoir organisateur de l’Institut de Recherches.
L’IRMW poursuit des recherches sur les micro-organismes appartenant aux trois domaines de la vie  : les Archées et les Bactéries, chez les Procaryotes, et les Levures, chez les Eucaryotes.  
Le Laboratoire de Microbiologie est expérimenté dans l’étude du métabolisme cellulaire des micro-organismes et sa régulation, entre autres chez les Bactéries et les Archées des milieux extrêmes et également la Levure Saccharomyces cerevisiae.  Il maîtrise l’analyse génétique des voies métaboliques, ainsi que la production et la purification de protéines solubles et leur caractérisation physique et biochimique.  Le laboratoire aborde également l’étude structurale de ces enzymes.
L’institut de Recherches possède deux outils de grande valeur  : un microscope confocal et un diffracteur RX.  Il est bien équipé pour la culture des micro-organismes (bioréacteurs, chambres de cultures) ainsi que pour les techniques de génie génétique et de biologie moléculaire.

## Services sur le campus
- Restaurants
- Bibliothèque
- Internat
- Auditorium
- Complexe sportif (avec piscines)

## Accès
Le site est desservi par la ligne S8 du RER bruxellois à la gare d'Anderlecht, par la ligne 5 du métro de Bruxelles à la station CERIA ainsi que par les lignes 73 et 75 (également à l'arrêt Campus CERIA) des autobus de Bruxelles et 140, 141, 142, 153, 154, 155, 170, 171 et 810 du réseau De Lijn.
La sortie 16 du Ring de Bruxelles se situe à proximité.